# Prochondracanthopsis
Prochondracanthopsis is een geslacht van eenoogkreeftjes uit de familie van de Chondracanthidae. De wetenschappelijke naam van het geslacht is voor het eerst geldig gepubliceerd in 1960 door Sueo M. Shiino.

## Soorten
- Prochondracanthopsis quadricornutus Shiino, 1960